# Jason Sears
Jason Kemper Sears (* 23. Januar 1968; † 31. Januar 2006 in Tijuana, Mexiko) war ein US-amerikanischer Sänger der Punkband Rich Kids on LSD.
Sears war Sänger der Band von 1983 bis 1989 und von 1994 bis zur Auflösung 1996. Der Gitarrist Chris Rest und Schlagzeuger Dave Raun wechselten zu Lagwagon. Für einige Auftritte spielte RKL 2001, 2002, 2004 und 2005 wieder zusammen. Nach seiner Zeit bei RKL veröffentlichte Sears die Single Jason Sears And Mercury Legion. Er starb in einer Drogenklinik in Tijuana, Mexiko während der Behandlung mit dem umstrittenen Medikament Ibogain.

## Musik
- Narcore Comp. – Mystic 1984
- Beautiful Feeling EP – Mystic 1985
- Keep Laughing LP – Mystic 1986
- Rock ’n’ Roll Nitemare LP – Alchemy 1987
- Double Live In Berlin LP – Destiny 1989
- Riches To Rags LP – Epitaph 1995

- Keep Laughing – The Best Of RKL, 2001